# Brudaremossenmasten
Brudaremossenmasten är en 333 meter hög, stagad fackverksmast på det cirka 125 meter höga Slättåsberget i Delsjöområdets naturreservat vid Brudaremossen i östra Göteborg, som används för att sända FM-radio och markbundna TV-sändningar över och kring Göteborg. Masten sattes upp 1983 för att ersätta en äldre högmast som därvid kortades ner.

## Historia
Inför Världsmästerskapet i fotboll 1958 i Göteborg behövde man en bra TV-sändare som kunde sända över hela landet. En försökssändare på Chalmersområdet kom igång 1955, men orsakade störningar på utrustning i närområdet. Ur flygtrafiksynpunkt blev man då överens om att endast ett område dög för en ny mast: Delsjöterrängen. Ganska snart enades man om att det 125 meter höga Slättåsberget, var en idealisk plats för en ny mast. "För uppförande av en UKV-station för rundradio och television", begärde Kungliga Telestyrelsens Radiobyrå att av Göteborgs stad få disponera ett markområde på platsen. Under hösten 1957 kom arbetet igång med att uppföra en 72 meter hög mast samt tillhörande byggnad. Detta var endast tänkt som ett provisorium, i avvaktan på att den ordinarie, 300 meter höga masten byggdes. Planenligt kom sändningarna igång i maj 1958, men först 1964 flyttades sändningarna över till den nya masten. Den äldre masten, med station, flyttades till Kungshamn. Cirka 200 meter norr om Brudaremossenmasten finns rester efter den gamla masten; fundament samt den byggnad där reservkraftverket fanns. Genom en länk till Brudaremossen, sändes under den första tiden programmen från "Synvillan" vid Delsjövägen. På ett mindre berg bakom kiosken vid vägen, fanns en mast placerad. En kabel ersatte senare masten.
Den kortare masten är äldre och har ett betongtorn med en stagad fackverksmast på dess topp. Den utgör kvarvarande delen av gamla Brudaremossenmasten. Lilla masten är belägen cirka 35 meter från den nya och är 172 meter hög. Den äldre fackverksmasten fick monteras ned till hälften eftersom masten inte klarade av tyngden från allt fler antenner. Den gamla masten var innan demonteringen 320 meter hög. Ett 72 meter högt betongtorn göts, med 8 meters diameter. Däri fanns tekniken för telelänk. 215 meter över marken, byggdes en mastkur som man fick åka upp till med en kuggstångshiss. Stationsbyggnaden var ursprungligen 650 kvadratmeter stor, med kontrollrum med övervakningsutrustning och en sändarsal. En roterande flygfyr i mastens topp syntes på långt håll. Masten drabbades av rostproblem i slutet av 1970-talet. Dessutom krävdes allt fler sändarantenner. En modernare, kraftigare mast restes därför bredvid den äldre, med 2,4 meters sida upp till 300-meter samt hiss hela vägen upp.
Den ursprungliga masten restes 1960 för att ersätta en provisorisk sändare i Kärralund i Göteborg, uppförd 1955.